# Abierto Mexicano Los Cabos Open 2018
L'Abierto Mexicano Los Cabos Open 2018, anche conosciuto come Abierto Mexicano de Tenis Mifel presentado por Cinemex per motivi di sponsorizzazione, è stato un torneo di tennis giocato sul cemento. È stata la terza edizione del torneo che fa parte della categoria ATP Tour 250 nell'ambito dell'ATP World Tour 2018. Il torneo si è giocato alla Delmar International School di Cabo del Mar, in Messico, dal 30 luglio al 4 agosto 2018.

## Partecipanti

### Teste di serie
| Nazionalità          | Giocatore             | Ranking* | Testa di serie |
| -------------------- | --------------------- | -------- | -------------- |
| Argentina            | Juan Martín del Potro | 4        | 1              |
| Italia               | Fabio Fognini         | 14       | 2              |
| Bosnia ed Erzegovina | Damir Džumhur         | 24       | 3              |
| Francia              | Adrian Mannarino      | 26       | 4              |
| Stati Uniti          | Sam Querrey           | 29       | 5              |
| Stati Uniti          | Ryan Harrison         | 53       | 6              |
| Stati Uniti          | Taylor Fritz          | 65       | 7              |
| Spagna               | Feliciano López       | 66       | 8              |

* Ranking al 23 luglio 2018.

### Altri partecipanti
I seguenti giocatori hanno ricevuto una wild card per il tabellone principale:
- Ernesto Escobedo
- Lucas Gómez
- Thanasi Kokkinakis

I seguenti giocatori sono entrati nel tabellone principale grazie al ranking protetto:
- Jahor Herasimaŭ
- Yoshihito Nishioka

I seguenti giocatori sono entrati nel tabellone principale passando dalle qualificazioni:

- Marcos Giron
- Prajnesh Gunneswaran
- Takanyi Garanganga
- Mohamed Safwat

Il seguente giocatore è entrato nel tabellone principale come lucky loser:
- Daniel Elahi Galán

## Campioni

### Singolare
Fabio Fognini ha battuto in finale  Juan Martín del Potro con il punteggio di 6-4, 6-2.
- È l'ottavo titolo in carriera per Fognini, il terzo della stagione.

### Doppio
Marcelo Arévalo /  Miguel Ángel Reyes Varela hanno battuto in finale  Taylor Fritz /  Thanasi Kokkinakis con il punteggio di 6-4, 6-4.